# Оказія (роман)
«Оказія» (англ. Chance) — роман британського письменника Джозефа Конрада, опублікований 1913 року. Став першим твором письменника, що приніс йому фінансовий успіх і звільнив від боргів.

## Історія створення
1905 року Конрад почав писати оповідання під назвою «Dynamite Ship»/«Explosives», яке пізніше переросло в роман «Оказія». Письменник писав протягом декількох років, одночасно працюючи над іншими проєктами, і лише 1911 року взявся до роботи над твором дещо енергійніше. Роман почав виходити частинами на сторінках часопису «Нью-Йорк Геральд» у січні 1912 року, і два місяці по тому письменник остаточно закінчив роботу над ним.

## Сюжет
Флора де Барраль, дочка відомого фінансиста, має сама собі радити у житті після смерті матері та ув'язнення батька, який потрапив за ґрати за фінансові махінації. Головні перешкоди, з яким дівчина має дати собі раду, це люди, які хочуть її використати. Починаючи від користолюбної гувернантки, закінчуючи її подругою-феміністкою, що її тероризує, і нареченого Родеріка, який згодом стає її чоловіком. Навіть звільнений під кінець батько приносить їй клопоти. Більшість осіб, яких Флора зустрічає на своєму життєвому шляху, вносять свою лепту у знищення її душі.
Оповідачем став Чарльз Марлоу, літературне альтер-еґо Конрада.

## Сприйняття
Конрад сумнівався у літературній цінності свого твору, у різних листах він так писав про свій новий роман: «дуже сумніваюсь щодо його цінності» (лист до Оттолайн Моррелл), «не вірю у те, що пишу» та «нема усвідомлення, що це добра робота» (лист до Мадокса Форда), «Конрад написав довгий і дурнуватий роман» (лист до Анрі Геона). Письменник також називав свій твір «дівочим романом».
Здзіслав Найдер пише, що роман «вперше у творчості Конрада (…) не мав виразного тематично-проблематичного ядра». Британський прозаїк, Генрі Джеймс, думку якого Конрад дуже цінував, критикував роман за штучність будови та його форму, що надмірно підпорядковується змісту.
Попри змішані рецензії критиків, книжка отримала несподіваний успіх. Літературознавець Девід Ґарнетт припускав, що причина дещо прозаїчна — на  суперобкладинці вперше з'явилося зображення жінки, що привернуло увагу протилежної статі. Крім того, критик назвав роман «найбільш острівним твором Конрада», або ж таким, що наближений до англійської літературної традиції. Сам Конрад поділяв цю думку, пишучи, що популярність роману принесла саме головна героїня та «велика кількість міркувань про жінок у самому тексті».